# Perissus sinho
Perissus sinho là một loài bọ cánh cứng trong họ Cerambycidae.